# Гірнича технологія

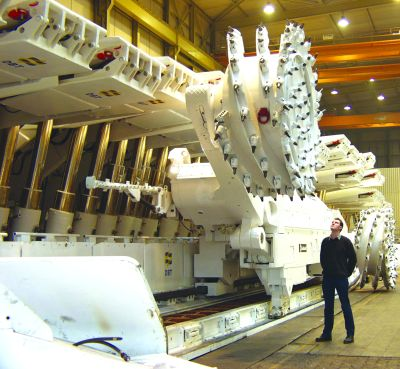
Гірниче обладнання для потужних лав: гідравлічне кріплення, комбайн і конвеєр.

Гірнича технологія (англ. mining technology) — сукупність прийомів і способів зміни природного стану надр Землі з метою одержання мінеральних продуктів або використання підземних просторів.

## Класифікація
За видом природного середовища розрізняють Т.г. материкову (в межах суші Землі) і акваторіальну (в акваторії океанів, морів, озер тощо.
За способом впливу на природне середовище Т.г. поділяють на фізичну, хімічну, біологічну і комбіновану.
За способом ведення гірничих робіт виділяють: відкриту гірничу технологію, шахтну гірничу технологію, свердловинну гірничу технологію і їх комбінації.
За функціональною спрямованістю розрізняють: гірничо-розвідувальну, гірничо-будівельну, гірничо-експлуатаційну, гірничо-екологічну Т.г., які являють собою цикли технол. операцій. Як правило, такі цикли пов'язані в єдину систему.
Глобальні масштаби сучасного впливу людини на надра Землі висунули проблему оптимізації Т.г., яка вирішується за рахунок комплексного освоєння надр і пріоритетного розвитку екологічно безпечних Т.г.
Технологія гірничих робіт — сукупність і послідовність взаємозалежних технологічних (виробничих) процесів, способів і прийомів гірничих робіт.